# Mürşitpınar, Suruç
Mürşitpınar là một xã thuộc huyện Suruç, tỉnh Şanlıurfa, Thổ Nhĩ Kỳ. Dân số thời điểm năm 2011 là 1.228 người.